# Ligue des champions de hockey sur glace 2017-2018
Navigation
Ligue des champions 2016-2017 Ligue des champions 2018-2019
La Ligue des champions de hockey sur glace 2017-2018 est la quatrième édition de la Ligue des champions, un tournoi européen de hockey sur glace. Elle est organisée par l'European Ice Hockey Club Competition Ltd. (EICC) et la Fédération internationale de hockey sur glace.

## Clubs participants
| FRANCE POLOGNE SUÈDE NORVÈGE ALLEMAGNE GRANDE- BRETAGNE Frölunda HV71 Växjö Brynäs IF Malmö Tappara TPS KalPa JYP HIFK Berne ZSC Lions Zoug Davos Brno Liberec Třinec Mountfield HK Munich Mannheim Wolfsburg Vienne Salzbourg Klagenfurt Nottingham Banská Bystrica Stavanger Hrodna Esbjerg Gap Cardiff Cracovie |

Cette saison, le nombre d'équipes est réduit de 48 à 32 et elles sont toutes qualifiées sur des critères sportifs, contrairement aux éditions précédentes.
| Équipe                 | Ville           | Ligue                 | Qualification                      |
| ---------------------- | --------------- | --------------------- | ---------------------------------- |
| Frölunda HC            | Göteborg        | SHL                   | Tenant du titre                    |
| HV71                   | Jönköping       | SHL                   | Champion de Suède                  |
| Växjö Lakers           | Växjö           | SHL                   | Premier de la saison régulière     |
| Brynäs IF              | Gävle           | SHL                   | Finaliste des play-offs            |
| Malmö Redhawks         | Malmö           | SHL                   | Demi-finaliste des play-offs       |
| Tappara                | Tampere         | Liiga                 | Champion de Finlande               |
| TPS                    | Turku           | Liiga                 | Deuxième de la saison régulière    |
| KalPa                  | Kuopio          | Liiga                 | Finaliste des play-offs            |
| JYP Jyväskylä          | Jyväskylä       | Liiga                 | Demi-finaliste des play-offs       |
| HIFK                   | Helsinki        | Liiga                 | Demi-finaliste des play-offs       |
| CP Berne               | Berne           | National League       | Champion de Suisse                 |
| ZSC Lions              | Zurich          | National League       | Deuxième de la saison régulière    |
| EV Zoug                | Zoug            | National League       | Finaliste des play-offs            |
| HC Davos               | Davos           | National League       | Demi-finaliste des play-offs       |
| HC Kometa Brno         | Brno            | Extraliga             | Champion de République tchèque     |
| HC Bílí Tygři Liberec  | Liberec         | Extraliga             | Vainqueur de la saison régulière   |
| HC Oceláři Třinec      | Třinec          | Extraliga             | Deuxième de la saison régulière    |
| Mountfield HK          | Hradec Králové  | Extraliga             | Demi-finaliste des play-offs       |
| EHC Red Bull Munich    | Munich          | DEL                   | Champion d'Allemagne               |
| Adler Mannheim         | Mannheim        | DEL                   | Deuxième de la saison régulière    |
| Grizzlys Wolfsbourg    | Wolfsbourg      | DEL                   | Finaliste des play-offs            |
| Vienna Capitals        | Vienne          | EBEL                  | Champion d'Autriche                |
| EC Red Bull Salzbourg  | Salzbourg       | EBEL                  | Deuxième de la saison régulière    |
| EC Klagenfurt AC       | Klagenfurt      | EBEL                  | Finaliste des play-offs            |
| Nottingham Panthers    | Nottingham      | EIHL                  | Vainqueur de la Coupe Continentale |
| HC ’05 Banská Bystrica | Banská Bystrica | Extraliga slovaque    | Champion de Slovaquie              |
| Stavanger Oilers       | Stavanger       | GET-ligaen            | Champion de Norvège                |
| HK Nioman Hrodna       | Hrodna          | Ekstraliga biélorusse | Champion de Biélorussie            |
| Esbjerg Energy         | Esbjerg         | Metal Ligaen          | Champion du Danemark               |
| Rapaces de Gap         | Gap             | Ligue Magnus          | Champion de France                 |
| Cardiff Devils         | Cardiff         | EIHL                  | Premier de la saison régulière     |
| Cracovia               | Cracovie        | Ekstraliga polonaise  | Premier de la saison régulière     |

## Tour de qualification
Il se déroule du 24 août au 11 octobre 2017. Les 32 équipes sont réparties en 8 groupes de 4 équipes. Chaque équipe joue deux matchs, un aller et un retour, contre chaque équipe de son groupe, pour un total de six matchs par équipe. 16 équipes sont qualifiées pour les séries éliminatoires, soit les deux premières équipes de chaque groupe.

### Tirage au sort
Les seize groupes sont déterminés par un tirage au sort. Les 32 équipes ont été classées en quatre chapeaux de huit équipes. À l'issue du tirage au sort, chaque groupe est formé par une équipe de chaque groupe.
| Chapeau 1                                                                                         | Chapeau 2                                                                                        | Chapeau 3 | Chapeau 4 |
| ------------------------------------------------------------------------------------------------- | ------------------------------------------------------------------------------------------------ | --- | --- |
| Frölunda HC HV71 Tappara CP Berne HC Kometa Brno EHC Red Bull Munich Vienna Capitals Växjö Lakers | TPS ZSC Lions HC Bílí Tygři Liberec Adler Mannheim EC Red Bull Salzbourg Brynäs IF KalPa EV Zoug | HC Oceláři Třinec Grizzlys Wolfsbourg EC Klagenfurt AC Malmö Redhawks JYP Jyväskylä HC Davos Mountfield HK HIFK | Nottingham Panthers HC ’05 Banská Bystrica Stavanger Oilers HK Nioman Hrodna Esbjerg Energy Rapaces de Gap Cardiff Devils Cracovia |

### Classements
| Clt   | Équipe                 | PJ | V | VP | D | DP | BP | BC | Diff | Pts |
| ----- | ---------------------- | -- | - | -- | - | -- | -- | -- | ---- | --- |
| +001, | Tappara                | 6  | 5 | 0  | 1 | 0  | 26 | 11 | +15  | 15  |
| +002, | EC Red Bull Salzbourg  | 6  | 3 | 0  | 3 | 0  | 20 | 22 | -2   | 9   |
| +003, | HC ’05 Banská Bystrica | 6  | 2 | 0  | 4 | 0  | 13 | 18 | -5   | 6   |
| +004, | Grizzlys Wolfsbourg    | 6  | 2 | 0  | 4 | 0  | 15 | 23 | -8   | 6   |

| Clt   | Équipe           | PJ | V | VP | D | DP | BP | BC | Diff | Pts |
| ----- | ---------------- | -- | - | -- | - | -- | -- | -- | ---- | --- |
| +001, | Malmö Redhawks   | 6  | 4 | 0  | 1 | 1  | 23 | 17 | +6   | 13  |
| +002, | HC Kometa Brno   | 6  | 2 | 3  | 1 | 0  | 18 | 15 | +3   | 12  |
| +003, | KalPa            | 6  | 3 | 0  | 2 | 1  | 25 | 22 | +3   | 10  |
| +004, | Stavanger Oilers | 6  | 0 | 0  | 5 | 1  | 13 | 25 | -12  | 1   |

| Clt   | Équipe           | PJ | V | VP | D | DP | BP | BC | Diff | Pts |
| ----- | ---------------- | -- | - | -- | - | -- | -- | -- | ---- | --- |
| +001, | EV Zoug          | 6  | 3 | 1  | 2 | 0  | 20 | 16 | +4   | 11  |
| +002, | JYP Jyväskylä    | 6  | 3 | 1  | 2 | 0  | 16 | 15 | +1   | 11  |
| +003, | HK Nioman Hrodna | 6  | 1 | 1  | 1 | 3  | 18 | 18 | 0    | 8   |
| +004, | Vienna Capitals  | 6  | 1 | 1  | 3 | 1  | 17 | 22 | -5   | 6   |

| Clt   | Équipe            | PJ | V | VP | D | DP | BP | BC | Diff | Pts |
| ----- | ----------------- | -- | - | -- | - | -- | -- | -- | ---- | --- |
| +001, | Adler Mannheim    | 6  | 5 | 0  | 1 | 0  | 26 | 12 | +14  | 15  |
| +002, | HC Oceláři Třinec | 6  | 4 | 0  | 1 | 1  | 20 | 10 | +10  | 13  |
| +003, | HV71              | 6  | 2 | 1  | 3 | 0  | 16 | 16 | 0    | 8   |
| +004, | Esbjerg Energy    | 6  | 0 | 0  | 6 | 0  | 7  | 31 | -24  | 0   |

| Clt   | Équipe                | PJ | V | VP | D | DP | BP | BC | Diff | Pts |
| ----- | --------------------- | -- | - | -- | - | -- | -- | -- | ---- | --- |
| +001, | Växjö Lakers          | 6  | 4 | 1  | 1 | 0  | 22 | 16 | +6   | 14  |
| +002, | HC Bílí Tygři Liberec | 6  | 3 | 0  | 2 | 1  | 24 | 21 | +3   | 10  |
| +003, | HC Davos              | 6  | 2 | 0  | 3 | 1  | 22 | 19 | +3   | 7   |
| +004, | Cardiff Devils        | 6  | 1 | 1  | 4 | 0  | 17 | 29 | -12  | 5   |

| Clt   | Équipe              | PJ | V | VP | D | DP | BP | BC | Diff | Pts |
| ----- | ------------------- | -- | - | -- | - | -- | -- | -- | ---- | --- |
| +001, | Nottingham Panthers | 6  | 3 | 1  | 2 | 0  | 18 | 17 | +1   | 11  |
| +002, | CP Berne            | 6  | 3 | 0  | 3 | 0  | 21 | 16 | +5   | 9   |
| +003, | TPS                 | 6  | 3 | 0  | 3 | 0  | 12 | 15 | -2   | 9   |
| +004, | Mountfield HK       | 6  | 2 | 0  | 3 | 1  | 18 | 21 | -3   | 7   |

| Clt   | Équipe              | PJ | V | VP | D | DP | BP | BC | Diff | Pts |
| ----- | ------------------- | -- | - | -- | - | -- | -- | -- | ---- | --- |
| +001, | EHC Red Bull Munich | 6  | 5 | 0  | 1 | 0  | 21 | 11 | +10  | 15  |
| +002, | Brynäs IF           | 6  | 4 | 1  | 1 | 0  | 25 | 12 | +13  | 14  |
| +003, | HIFK                | 6  | 2 | 0  | 3 | 1  | 20 | 20 | 0    | 7   |
| +004, | Cracovia            | 6  | 0 | 0  | 6 | 0  | 8  | 31 | -23  | 0   |

| Clt   | Équipe           | PJ | V | VP | D | DP | BP | BC | Diff | Pts |
| ----- | ---------------- | -- | - | -- | - | -- | -- | -- | ---- | --- |
| +001, | Frölunda HC      | 6  | 5 | 1  | 0 | 0  | 21 | 10 | +11  | 17  |
| +002, | ZSC Lions        | 6  | 3 | 0  | 1 | 2  | 24 | 10 | +14  | 11  |
| +003, | EC Klagenfurt AC | 6  | 2 | 1  | 3 | 0  | 15 | 15 | 0    | 8   |
| +004, | Rapaces de Gap   | 6  | 0 | 0  | 6 | 0  | 8  | 33 | -25  | 0   |

- Qualifié pour les séries éliminatoires (huitièmes de finale)

## Séries éliminatoires
Les deux premières équipes de chaque groupe participent aux séries éliminatoires.
Les 8 premiers des groupes du premier tour sont dans le chapeau A. Les 8 autres équipes sont dans le chapeau B. Les équipes du chapeau A affronteront celles du chapeau B, celle du chapeau A recevant lors du match retour. Deux équipes qualifiées dans un même groupe ne peuvent pas s'affronter lors des huitièmes de finale, mais aucune restriction n'existe concernant l'affrontement de formations du même pays. Effectué le 13 octobre 2017, le tirage des séries détermine non seulement les duels en huitièmes de finale mais également le parcours potentiel de chaque équipe jusqu'en finale.

### Équipes qualifiées
Les deux premières équipes de chaque groupe sont qualifiées pour la phase à élimination directe. Les premiers sont classés "Chapeau A", les seconds sont classés "Chapeau B".
| Groupe | 1er de groupe – Chapeau A | 2e de groupe – Chapeau B |
| ------ | ------------------------- | ------------------------ |
| A      | Tappara                   | EC Red Bull Salzbourg    |
| B      | Malmö Redhawks            | HC Kometa Brno           |
| C      | EV Zoug                   | JYP Jyväskylä            |
| D      | Adler Mannheim            | HC Oceláři Třinec        |
| E      | Växjö Lakers              | HC Bílí Tygři Liberec    |
| F      | Nottingham Panthers       | CP Berne                 |
| G      | EHC Red Bull Munich       | Brynäs IF                |
| H      | Frölunda HC               | ZSC Lions                |

### Tableau
|  |                          |                       |                       |                       |                       |                       |                       |                  |                  |                  |                  |                  |               |               |               |               |        |        |        |        |        |        |        |        |
|  | Huitièmes de finale      | Huitièmes de finale   | Huitièmes de finale   | Huitièmes de finale   | Huitièmes de finale   |                       |                       | Quarts de finale | Quarts de finale | Quarts de finale | Quarts de finale | Quarts de finale |               |               | Finale        | Finale        | Finale | Finale | Finale | Finale | Finale | Finale | Finale | Finale |
|  |                          |                       |                       |                       |                       |                       |                       |                  |                  |                  |                  |                  |               |               |               |               |        |        |        |        |        |        |        |        |
|  |                          |                       |                       |                       |                       |                       |                       |                  | Demi-finale      |                  |                  |                  |               |               |               |               |        |        |        |        |        |        |        |        |
|  | 31 octobre et 7 novembre |                       |                       |                       |                       |                       |                       |                  |                  |                  |                  |                  |               |               |               |               |        |        |        |        |        |        |        |        |
|  |                          |                       |                       |                       |                       |                       |                       |                  |                  |                  |                  |                  |               |               |               |               |        |        |        |        |        |        |        |        |
|  | JYP Jyväskylä            |                       | 3                     | 2                     |                       |                       |                       |                  |                  |                  |                  |                  |               |               |               |               |        |        |        |        |        |        |        |        |
|  | JYP Jyväskylä            | 5 et 12 décembre      | 3                     | 2                     |                       |                       |                       |                  |                  |                  |                  |                  |               |               |               |               |        |        |        |        |        |        |        |        |
|  | Tappara                  |                       | 1                     | 3                     |                       |                       |                       |                  |                  |                  |                  |                  |               |               |               |               |        |        |        |        |        |        |        |        |
|  | Tappara                  | JYP Jyväskylä         | 1                     | 3                     |                       | 3                     | 5                     |                  |                  |                  |                  |                  |               |               |               |               |        |        |        |        |        |        |        |        |
|  | 31 octobre et 7 novembre | JYP Jyväskylä         |                       |                       |                       | 3                     | 5                     |                  |                  |                  |                  |                  |               |               |               |               |        |        |        |        |        |        |        |        |
|  |                          |                       | HC Kometa Brno        |                       | 3                     | 3                     |                       |                  |                  |                  |                  |                  |               |               |               |               |        |        |        |        |        |        |        |        |
|  | HC Kometa Brno           |                       | HC Kometa Brno        | 4                     | 3                     | 3                     | 5                     |                  |                  |                  |                  |                  |               |               |               |               |        |        |        |        |        |        |        |        |
|  | HC Kometa Brno           |                       | 9 et 16 janvier       | 4                     |                       |                       | 5                     |                  |                  |                  |                  |                  |               |               |               |               |        |        |        |        |        |        |        |        |
|  | EV Zoug                  |                       | 3                     | 2                     |                       |                       |                       |                  |                  |                  |                  |                  |               |               |               |               |        |        |        |        |        |        |        |        |
|  | EV Zoug                  |                       |                       |                       | JYP Jyväskylä         | JYP Jyväskylä         | JYP Jyväskylä         | JYP Jyväskylä    | JYP Jyväskylä    | JYP Jyväskylä    |                  | 4                | 3             |               |               |               |        |        |        |        |        |        |        |        |
|  | 31 octobre et 7 novembre |                       |                       |                       | JYP Jyväskylä         | JYP Jyväskylä         | JYP Jyväskylä         | JYP Jyväskylä    | JYP Jyväskylä    | JYP Jyväskylä    |                  | 4                | 3             |               |               |               |        |        |        |        |        |        |        |        |
|  | HC Oceláři Třinec        | HC Oceláři Třinec     | HC Oceláři Třinec     | HC Oceláři Třinec     | HC Oceláři Třinec     | HC Oceláři Třinec     |                       | 2                | 4                |                  |                  |                  |               |               |               |               |        |        |        |        |        |        |        |        |
|  | HC Oceláři Třinec        | HC Oceláři Třinec     | HC Oceláři Třinec     | HC Oceláři Třinec     | HC Oceláři Třinec     | HC Oceláři Třinec     | Adler Mannheim        | 2                | 4                |                  | 2                | 1                |               |               |               |               |        |        |        |        |        |        |        |        |
|  | 5 et 12 décembre         |                       |                       |                       |                       |                       | Adler Mannheim        |                  |                  |                  | 2                | 1                |               |               |               |               |        |        |        |        |        |        |        |        |
|  | Brynäs IF                |                       | 3                     | 2                     |                       |                       |                       |                  |                  |                  |                  |                  |               |               |               |               |        |        |        |        |        |        |        |        |
|  | Brynäs IF                | Brynäs IF             | 3                     | 2                     |                       | 1                     | 3                     |                  |                  |                  |                  |                  |               |               |               |               |        |        |        |        |        |        |        |        |
|  | 31 octobre et 7 novembre | Brynäs IF             |                       |                       |                       | 1                     | 3                     |                  |                  |                  |                  |                  |               |               |               |               |        |        |        |        |        |        |        |        |
|  |                          |                       | HC Oceláři Třinec     |                       | 3                     | 5                     |                       |                  |                  |                  |                  |                  |               |               |               |               |        |        |        |        |        |        |        |        |
|  | Malmö Redhawks           |                       | HC Oceláři Třinec     | 1                     | 3                     | 5                     | 1                     |                  |                  |                  |                  |                  |               |               |               |               |        |        |        |        |        |        |        |        |
|  | Malmö Redhawks           |                       |                       | 1                     |                       |                       | 1                     |                  | 6 février        |                  |                  |                  |               |               |               |               |        |        |        |        |        |        |        |        |
|  | HC Oceláři Třinec        |                       | 2                     | 2                     |                       |                       |                       |                  |                  |                  |                  |                  |               |               |               |               |        |        |        |        |        |        |        |        |
|  | HC Oceláři Třinec        |                       |                       |                       |                       |                       |                       |                  |                  |                  | JYP Jyväskylä    | JYP Jyväskylä    | JYP Jyväskylä | JYP Jyväskylä | JYP Jyväskylä | JYP Jyväskylä |        | 2      |        |        |        |        |        |        |
|  | 31 octobre et 7 novembre |                       |                       |                       |                       |                       |                       |                  |                  |                  | JYP Jyväskylä    | JYP Jyväskylä    | JYP Jyväskylä | JYP Jyväskylä | JYP Jyväskylä | JYP Jyväskylä |        | 2      |        |        |        |        |        |        |
|  | Växjö Lakers             | Växjö Lakers          | Växjö Lakers          | Växjö Lakers          | Växjö Lakers          | Växjö Lakers          |                       | 0                |                  |                  |                  |                  |               |               |               |               |        |        |        |        |        |        |        |        |
|  | Växjö Lakers             | Växjö Lakers          | Växjö Lakers          | Växjö Lakers          | Växjö Lakers          | Växjö Lakers          | EC Red Bull Salzbourg | 0                |                  | 2                | 3                |                  |               |               |               |               |        |        |        |        |        |        |        |        |
|  | 5 et 12 décembre         |                       |                       |                       |                       |                       | EC Red Bull Salzbourg |                  |                  | 2                | 3                |                  |               |               |               |               |        |        |        |        |        |        |        |        |
|  | Växjö Lakers             |                       | 1                     | 5                     |                       |                       |                       |                  |                  |                  |                  |                  |               |               |               |               |        |        |        |        |        |        |        |        |
|  | Växjö Lakers             | Växjö Lakers          | 1                     | 5                     |                       | 2                     | 4                     |                  |                  |                  |                  |                  |               |               |               |               |        |        |        |        |        |        |        |        |
|  | 31 octobre et 7 novembre | Växjö Lakers          |                       |                       |                       | 2                     | 4                     |                  |                  |                  |                  |                  |               |               |               |               |        |        |        |        |        |        |        |        |
|  |                          |                       | CP Berne              |                       | 3                     | 2                     |                       |                  |                  |                  |                  |                  |               |               |               |               |        |        |        |        |        |        |        |        |
|  | CP Berne                 |                       | CP Berne              | 2                     | 3                     | 2                     | 5                     |                  |                  |                  |                  |                  |               |               |               |               |        |        |        |        |        |        |        |        |
|  | CP Berne                 |                       | 9 et 16 janvier       | 2                     |                       |                       | 5                     |                  |                  |                  |                  |                  |               |               |               |               |        |        |        |        |        |        |        |        |
|  | EHC Red Bull Munich      |                       | 3                     | 2                     |                       |                       |                       |                  |                  |                  |                  |                  |               |               |               |               |        |        |        |        |        |        |        |        |
|  | EHC Red Bull Munich      |                       |                       |                       | Växjö Lakers          | Växjö Lakers          | Växjö Lakers          | Växjö Lakers     | Växjö Lakers     | Växjö Lakers     |                  | 1                | 6             |               |               |               |        |        |        |        |        |        |        |        |
|  | 31 octobre et 7 novembre |                       |                       |                       | Växjö Lakers          | Växjö Lakers          | Växjö Lakers          | Växjö Lakers     | Växjö Lakers     | Växjö Lakers     |                  | 1                | 6             |               |               |               |        |        |        |        |        |        |        |        |
|  | HC Bílí Tygři Liberec    | HC Bílí Tygři Liberec | HC Bílí Tygři Liberec | HC Bílí Tygři Liberec | HC Bílí Tygři Liberec | HC Bílí Tygři Liberec |                       | 1                | 1                |                  |                  |                  |               |               |               |               |        |        |        |        |        |        |        |        |
|  | HC Bílí Tygři Liberec    | HC Bílí Tygři Liberec | HC Bílí Tygři Liberec | HC Bílí Tygři Liberec | HC Bílí Tygři Liberec | HC Bílí Tygři Liberec | ZSC Lions             | 1                | 1                |                  | 3                | 3                |               |               |               |               |        |        |        |        |        |        |        |        |
|  | 5 et 12 décembre         |                       |                       |                       |                       |                       | ZSC Lions             |                  |                  |                  | 3                | 3                |               |               |               |               |        |        |        |        |        |        |        |        |
|  | Nottingham Panthers      |                       | 1                     | 0                     |                       |                       |                       |                  |                  |                  |                  |                  |               |               |               |               |        |        |        |        |        |        |        |        |
|  | Nottingham Panthers      | ZSC Lions             | 1                     | 0                     |                       | 1                     | 0                     |                  |                  |                  |                  |                  |               |               |               |               |        |        |        |        |        |        |        |        |
|  | 31 octobre et 7 novembre | ZSC Lions             |                       |                       |                       | 1                     | 0                     |                  |                  |                  |                  |                  |               |               |               |               |        |        |        |        |        |        |        |        |
|  |                          |                       | HC Bílí Tygři Liberec |                       | 0                     | 2                     |                       |                  |                  |                  |                  |                  |               |               |               |               |        |        |        |        |        |        |        |        |
|  | HC Bílí Tygři Liberec    |                       | HC Bílí Tygři Liberec | 2                     | 0                     | 2                     | 6                     |                  |                  |                  |                  |                  |               |               |               |               |        |        |        |        |        |        |        |        |
|  | HC Bílí Tygři Liberec    |                       |                       | 2                     |                       |                       | 6                     |                  |                  |                  |                  |                  |               |               |               |               |        |        |        |        |        |        |        |        |
|  | Frölunda HC              |                       | 3                     | 4                     |                       |                       |                       |                  |                  |                  |                  |                  |               |               |               |               |        |        |        |        |        |        |        |        |
|  | Frölunda HC              |                       | 3                     | 4                     |                       |                       |                       |                  |                  |                  |                  |                  |               |               |               |               |        |        |        |        |        |        |        |        |

### Huitièmes de finale
JYP Jyväskylä / Tappara
| 31 octobre | JYP Jyväskylä | 3-1 (1-0, 0-0, 2-1) | Tappara | LähiTapiola Areena |

| 7 novembre | Tappara | 3-2 (1-0, 0-2, 2-0) | JYP Jyväskylä | Tampereen jäähalli |

HC Kometa Brno / EV Zoug
| 31 octobre | HC Kometa Brno | 4-3 (1-0, 1-0, 2-1) | EV Zoug | DRFG Arena |

| 7 novembre | EV Zoug | 2-5 (1-1, 0-2, 1-2) | HC Kometa Brno | Bossard Arena |

Brynäs IF / Adler Mannheim
| 31 octobre | Adler Mannheim | 2-3 (0-1, 1-2, 1-0) | Brynäs IF | SAP Arena |

| 7 novembre | Brynäs IF | 2-1 (0-1, 0-0, 2-0) | Adler Mannheim | Gavlerinken Arena |

HC Oceláři Třinec / Malmö Redhawks
| 31 octobre | Malmö Redhawks | 1-2 (0-0, 1-0, 0-2) | HC Oceláři Třinec | Malmö Arena |

| 7 novembre | HC Oceláři Třinec | 2-1 (1-0, 0-0, 1-1) | Malmö Redhawks | Werk Arena |

EC Red Bull Salzbourg / Växjö Lakers
| 31 octobre | EC Red Bull Salzbourg | 2-1 (2-0, 0-1, 0-0) | Växjö Lakers | Eisarena Salzbourg |

| 7 novembre | Växjö Lakers | 5-3 (1-2, 2-0, 2-1) | EC Red Bull Salzbourg | Vida Arena |

CP Berne / EHC Red Bull Munich
| 31 octobre | CP Berne | 2-3 (1-0, 1-2, 0-1) | EHC Red Bull Munich | PostFinance Arena |

| 7 novembre | EHC Red Bull Munich | 2-5 (1-1, 1-1, 0-3) | CP Berne | Olympia Eishalle |

ZSC Lions / Nottingham Panthers
| 31 octobre | ZSC Lions | 3-1 (1-0, 0-0, 2-1) | Nottingham Panthers | Hallenstadion |

| 7 novembre | Nottingham Panthers | 0-3 (0-0, 0-1, 0-2) | ZSC Lions | Motorpoint Arena |

HC Bílí Tygři Liberec / Frölunda HC
| 31 octobre | HC Bílí Tygři Liberec | 2-3 (1-0, 0-2, 1-1) | Frölunda HC | Home Credit Arena |

| 7 novembre | Frölunda HC | 4-6 (pr) (1-1, 1-0, 2-4, 0-1) | HC Bílí Tygři Liberec | Frölundaborg |

### Quarts de finale
| Équipe                | Aller | Total | Retour | Équipe         |
| --------------------- | ----- | ----- | ------ | -------------- |
| JYP Jyväskylä         | 3 - 3 | 8 - 6 | 5 - 3  | HC Kometa Brno |
| HC Oceláři Třinec     | 3 - 1 | 8 - 4 | 5 - 3  | Brynäs IF      |
| CP Berne              | 3 - 2 | 5 - 6 | 2 - 4  | Växjö Lakers   |
| HC Bílí Tygři Liberec | 0 - 1 | 2 - 1 | 2 - 0F | ZSC Lions      |

JYP Jyväskylä / HC Kometa Brno
| 5 décembre | JYP Jyväskylä | 3-3 (1-2, 1-1, 1-0) | HC Kometa Brno | LähiTapiola Areena |

| 12 décembre | HC Kometa Brno | 3-5 (0-3, 1-0, 2-2) | JYP Jyväskylä | DRFG Arena |

Brynäs IF / HC Oceláři Třinec
| 5 décembre | HC Oceláři Třinec | 3-1 (0-0, 0-1, 3-0) | Brynäs IF | Werk Arena |

| 12 décembre | Brynäs IF | 3-5 (0-1, 2-2, 1-2) | HC Oceláři Třinec | Gavlerinken Arena |

Växjö Lakers / CP Berne
| 5 décembre | CP Berne | 3-2 (1-0, 1-0, 1-2) | Växjö Lakers | PostFinance Arena |

| 12 décembre | Växjö Lakers | 4-2 (1-1, 1-0, 2-1) | CP Berne | Vida Arena |

ZSC Lions / HC Bílí Tygři Liberec
| 5 décembre | HC Bílí Tygři Liberec | 0-1 (0-0, 0-0, 0-1) | ZSC Lions | Home Credit Arena |

| 12 décembre | ZSC Lions | 0-2 (TB) (0-0, 0-0, 0-1, 0-0, 0-1) | HC Bílí Tygři Liberec | Hallenstadion |

### Demi-finales
| Équipe                | Aller | Total | Retour | Équipe            |
| --------------------- | ----- | ----- | ------ | ----------------- |
| JYP Jyväskylä         | 4 - 2 | 7 - 6 | 3 - 4F | HC Oceláři Třinec |
| HC Bílí Tygři Liberec | 1 - 1 | 2 - 7 | 1 - 6  | Växjö Lakers      |

JYP Jyväskylä / HC Oceláři Třinec
| 9 janvier | JYP Jyväskylä | 4-2 (0-1, 4-0, 0-1) | HC Oceláři Třinec | LähiTapiola Areena |

| Feuille de match | Feuille de match | Feuille de match | Feuille de match | Feuille de match                    |
| ---------------- | ---------------- | ---------------- | ---------------- | ----------------------------------- |
|                  |                  |                  |                  | Arbitrage : et Juges de lignes : et |
|                  |                  |                  |                  |                                     |
|                  |                  |                  |                  |                                     |
|                  |                  |                  |                  |                                     |

| 16 janvier | HC Oceláři Třinec | 4-3 (TB) (1-2, 1-0, 2-0, 0-0, 1-0) | JYP Jyväskylä | Werk Arena |

| Feuille de match | Feuille de match | Feuille de match | Feuille de match | Feuille de match                    |
| ---------------- | ---------------- | ---------------- | ---------------- | ----------------------------------- |
|                  |                  |                  |                  | Arbitrage : et Juges de lignes : et |
|                  |                  |                  |                  |                                     |
|                  |                  |                  |                  |                                     |
|                  |                  |                  |                  |                                     |

Växjö Lakers / HC Bílí Tygři Liberec
| 9 janvier | HC Bílí Tygři Liberec | 1-1 (0-0, 0-1, 1-0) | Växjö Lakers HC | Home Credit Arena |

| Feuille de match | Feuille de match | Feuille de match | Feuille de match | Feuille de match                    |
| ---------------- | ---------------- | ---------------- | ---------------- | ----------------------------------- |
|                  |                  |                  |                  | Arbitrage : et Juges de lignes : et |
|                  |                  |                  |                  |                                     |
|                  |                  |                  |                  |                                     |
|                  |                  |                  |                  |                                     |

| 16 janvier | Växjö Lakers | 6-1 (3-0, 1-1, 2-0) | HC Bílí Tygři Liberec | Vida Arena |

| Feuille de match | Feuille de match | Feuille de match | Feuille de match | Feuille de match                    |
| ---------------- | ---------------- | ---------------- | ---------------- | ----------------------------------- |
|                  |                  |                  |                  | Arbitrage : et Juges de lignes : et |
|                  |                  |                  |                  |                                     |
|                  |                  |                  |                  |                                     |
|                  |                  |                  |                  |                                     |

### Finale
| 6 février | Växjö Lakers HC | 0-2 (0-0, 0-1, 0-1) | JYP Jyväskylä | Vida Arena 5 750 spectateurs |

| Feuille de match | Feuille de match | Feuille de match | Feuille de match                                                            | Feuille de match                                                                            |
| ---------------- | ---------------- | ---------------- | --------------------------------------------------------------------------- | ------------------------------------------------------------------------------------------- |
|                  | -                | 0-1 0-2          | Nättinen (Kalteva) — 34 min 32 s (SN) (Kolehmainen) — 59 min 40 s (IN + CV) | Arbitrage : Mark Lemelin Daniel Piechaczek Juges de lignes : Lukas Kohlmüller Elias Seewald |
| Fasth            | Gardiens         | Olkinuora        |                                                                             | Arbitrage : Mark Lemelin Daniel Piechaczek Juges de lignes : Lukas Kohlmüller Elias Seewald |
| 6 min            | Pénalités        | 8 min            |                                                                             | Arbitrage : Mark Lemelin Daniel Piechaczek Juges de lignes : Lukas Kohlmüller Elias Seewald |
| 30               | Tirs             | 18               |                                                                             | Arbitrage : Mark Lemelin Daniel Piechaczek Juges de lignes : Lukas Kohlmüller Elias Seewald |

## Classements annexes
- Dernière mise à jour faite le 6 décembre 2017.
- Rencontres de qualification non-incluses.

| Rang | Joueur             | Club                  | PJ | B  | A  | Pts | +/− | Pun |
| ---- | ------------------ | --------------------- | -- | -- | -- | --- | --- | --- |
| 1    | Fredrik Pettersson | ZSC Lions             | 9  | 9  | 7  | 16  | +7  | 4   |
| 2    | Ryan Lasch         | Frölunda HC           | 7  | 4  | 11 | 15  | +5  | 4   |
| 3    | Martin Bakoš       | HC Bílí Tygři Liberec | 10 | 10 | 4  | 14  | +5  | 4   |
| 4    | Andrew Ebbett      | CP Berne              | 10 | 4  | 7  | 11  | -5  | 2   |
| 5    | Jiří Polanský      | HC Oceláři Třinec     | 12 | 3  | 8  | 11  | +5  | 10  |
| 6    | Joel Persson       | Växjö Lakers          | 12 | 1  | 10 | 11  | +5  | 2   |
| 7    | Kevin Clark        | Brynäs IF             | 8  | 4  | 6  | 10  | +3  | 2   |
| 8    | Jarkko Immonen     | JYP Jyväskylä         | 11 | 4  | 6  | 10  | +3  | 6   |
| 9    | Matthias Plachta   | Adler Mannheim        | 8  | 6  | 3  | 9   | +6  | 4   |
| 10   | Lino Martschini    | EV Zoug               | 8  | 5  | 4  | 9   | +1  | 4   |

| Rang | Joueur             | Club               | Min     | BC | Moy  | %Arr  | Bl |
| ---- | ------------------ | ------------------ | ------- | -- | ---- | ----- | -- |
| 1    | Šimon Hrubec       | HC Oceláři Třinec  | 615 min | 11 | 1,07 | 96,19 | 2  |
| 2    | Pekka Tuokkola     | Capitals de Vienne | 60 min  | 2  | 2,01 | 95,74 | 0  |
| 3    | Niklas Schlegel    | ZSC Lions          | 309 min | 4  | 0,78 | 95,40 | 2  |
| 4    | Riku Helenius      | KalPa              | 60 min  | 1  | 1,00 | 95,00 | 0  |
| 5    | Tomáš Duba         | EC Klagenfurt AC   | 180 min | 5  | 1,67 | 94,57 | 0  |
| 6    | Chet Pickard       | Adler Mannheim     | 120 min | 3  | 1,50 | 94,12 | 0  |
| 7    | Karel Vejmelka     | HC Kometa Brno     | 133 min | 5  | 2,25 | 93,90 | 0  |
| 8    | Lukas Flüeler      | ZSC Lions          | 301 min | 8  | 1,59 | 93,85 | 2  |
| 9    | Dominik Hrachovina | Tappara            | 359 min | 11 | 1,82 | 93,21 | 0  |
| 10   | Linus Fernström    | Brynäs IF          | 180 min | 6  | 2,00 | 93,02 | 0  |

Pour les significations des abréviations, voir statistiques du hockey sur glace.

## Nombre d'équipes par pays et par tour
| Association  |       | Phase de groupes                       | Huitièmes de finale              | Quarts de finale        | Demi-finales      | Finale      |
| ------------ | ----- | -------------------------------------- | -------------------------------- | ----------------------- | ----------------- | ----------- |
| Suède        |       | 5 Frölunda, HV71, Växjö, Brynäs, Malmö | 4 Frölunda, Växjö, Brynäs, Malmö | 2 Växjö, Brynäs         | 1 Växjö           | 1 Växjö     |
| Finlande     |       | 5 Tappara, TPS, KalPa, Jyväskylä, HIFK | 2 Tappara, Jyväskylä             | 1 Jyväskylä             | 1 Jyväskylä       | 1 Jyväskylä |
| Rép. tchèque |       | 4 Brno, Liberec, Třinec, Mountfield    | 3 Brno, Liberec, Třinec          | 3 Brno, Liberec, Třinec | 2 Liberec, Třinec |             |
| Suisse       |       | 4 Berne, Zurich, Zoug, Davos           | 3 Berne, Zurich, Zoug            | 2 Berne, Zurich         |                   |             |
| Allemagne    |       | 3 Munich, Mannheim, Wolfsbourg         | 2 Munich, Mannheim               |                         |                   |             |
| Autriche     |       | 3 Vienne, Salzbourg, Klagenfurt        | 1 Salzbourg                      |                         |                   |             |
| Royaume-Uni  |       | 2 Nottingham, Cardiff                  | 1 Nottingham                     |                         |                   |             |
| Slovaquie    |       | 1 Banská Bystrica                      |                                  |                         |                   |             |
| Norvège      |       | 1 Stavanger                            |                                  |                         |                   |             |
| Biélorussie  |       | 1 Hrodna                               |                                  |                         |                   |             |
| Danemark     |       | 1 Esbjerg                              |                                  |                         |                   |             |
| France       |       | 1 Gap                                  |                                  |                         |                   |             |
| Pologne      |       | 1 Cracovie                             |                                  |                         |                   |             |
| Total        | Total | 32                                     | 16                               | 8                       | 4                 | 2           |